# 1856 en photographie
| Années de la photographie : 1853 - 1854 - 1855 - 1856 - 1857 - 1858 - 1859    |
| Décennies de la photographie : 1820 - 1830 - 1840 - 1850 - 1860 - 1870 - 1880 |

Cet article présente les faits marquants de l'année 1856 en photographie.

## Événements
- Le photographe suisse Pierre Rossier est commissionné par l'entreprise britannique de photographie Negretti & Zambra pour se rendre en Chine et photographier la seconde guerre de l'opium.
- Le duc de Luynes lance à Paris au sein de la Société française de photographie un concours visant à récompenser le meilleur procédé de reproduction photomécanique, doté d'un prix important[N 1],[1].
- 21 novembre : Louise Leghait est la première femme à devenir membre de la Société française de photographie ; c'est la première femme calotypiste et photographe amateur attestée en Belgique[2],[3].
- Le photographe français Jean Laurent ouvre un atelier de photographie à Madrid sous la raison J. Laurent y Compañia.
- février : le photographe français Émile Garreaud, qui est arrivé au Pérou en novembre 1855, ouvre avec T. Amic Gazan un studio photographique à San Pedro, à l'enseigne « Photographie de Paris ».
- décembre : William Notman ouvre un studio photographique à Montréal rue De Bleury.
- Le photographe français Gustave Cosson s'installe au Mans, y ouvre un "Salon de Photographie". Il y vend des appareils et des produits chimiques, y donne des cours ; son épouse, Françoise Touzery, le seconde et il vante ses qualités dans sa publicité[N 2],[4].
- Édouard Baldus réalise un reportage sur les inondations du Rhône, à Lyon, Avignon et Tarascon ; il est naturalisé français.

## Photographies notables
- Gustave Le Gray :

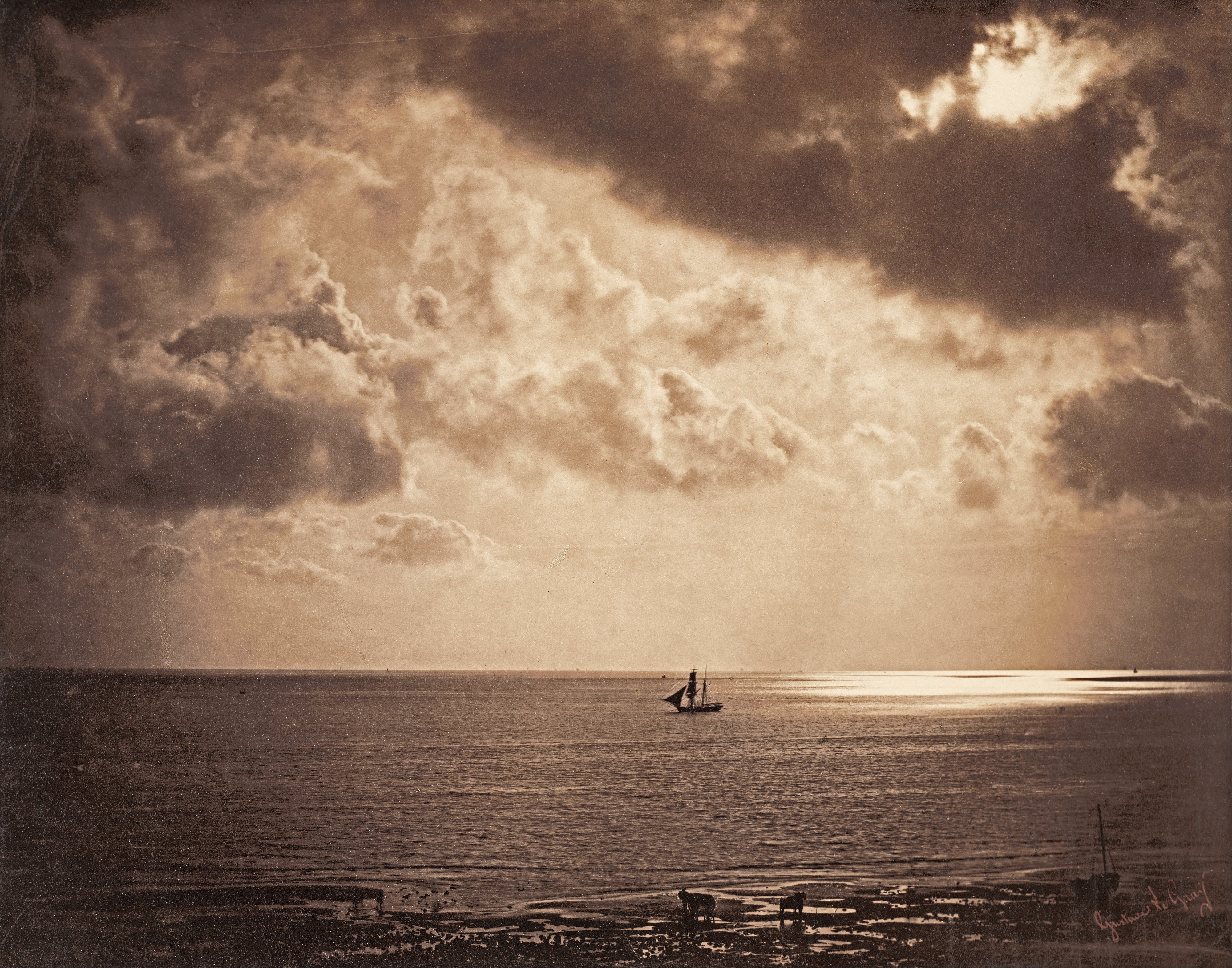
Gustave Le Gray, Brick au clair de lune.

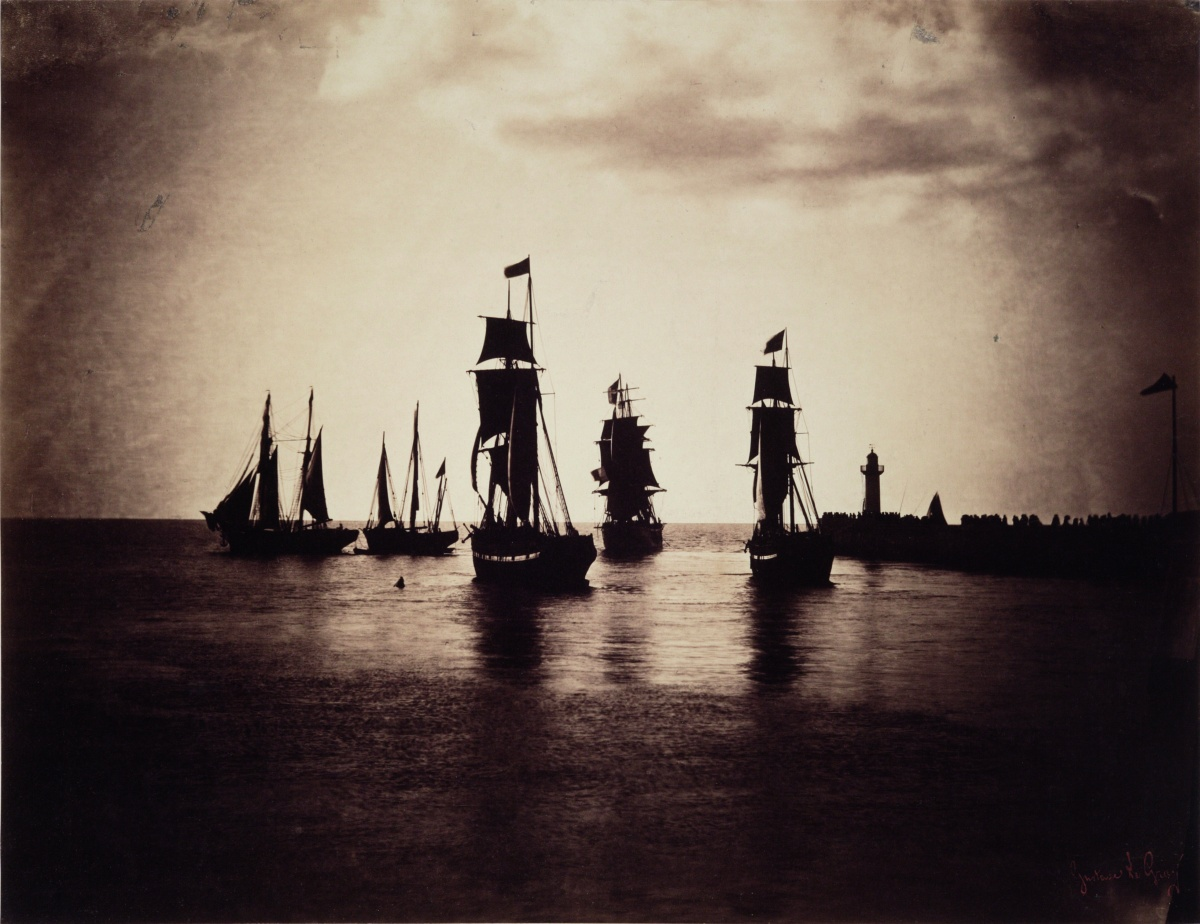
Gustave Le Gray, Bateaux quittant le port du Havre.

  - été : Brick au clair de lune ; photographie prise par Le Gray en tant que photographe officiel de la famille impériale française, lors du déplacement de la cour en Normandie[5].
- entre 1856 et 1857 : Bateaux quittant le port du Havre ;  photographie prise à contre-jour, au coucher de soleil.

## Livres de photographies
- Adolphe Braun publie un livre contenant 288 photographies de Virginia Oldoïni, dite La Castiglione, prises par Pierre-Louis Pierson, photographe attitré de la comtesse[6].

- Auguste Salzmann, Jérusalem : études et reproductions photographiques de la Ville Sainte depuis l'époque judaïque jusqu'à nos jours, Paris, Gide et J. Baudry Éditeurs (En ligne sur Gallica) : illustré de calotypes de Salzmann pris en 1854 lors d'un voyage à Jérusalem entrepris pour défendre par la photographie les thèses contestées de Félicien de Saulcy publiées dans son Voyage autour de la mer Morte et dans les terres bibliques en 1853. L'ouvrage paraît en 2 formats différents : une "petite édition" de 40 planches en 1 volume in-folio (épreuves 16 x 22 cm) ; une "grande édition" de 174 planches en 2 volumes grand in-folio[7].

- Adrien Tournachon dit Nadar jeune publie un album de 96 photographies des races bovines et ovines du Concours agricole universel de Paris[8].

- Le photographe londonien Thomas Richard Williams publie Scenes in Our Village, série de 59 photographies stéréoscopiques représentant des scènes de la vie dans le village de Hinton Waldrist dans l'Oxfordshire en Angleterre ; il n'indique pas le nom et la localisation du village, qui a été identifié en 2009 par Brian May et Elena Vidal, spécialistes de ce photographe, dans leur ouvrage A Village Lost and Found[9].

## Études, essais, articles
- David Brewster, (en) The Stereoscope, its history, theory and construction, with its application to the fine and useful arts and to education, Londres, J. Murray, IV-235 p.
- Ernest Lacan, Esquisses photographiques, à propos de l'Exposition universelle et de la guerre d'Orient : historique de la photographie ... biographies, Paris, Grassart, A. Gaudin et frère, 1856, VII-219 p. (Lire en ligne).
- 6 septembre : le dessinateur français Marcelin titre une série de ses caricatures publiées en première page du no  36 du Journal amusant : « À bas la photographie !!! » et dénonce les prétentions à l'art de cette « abominable invention », tout en prenant soin d'exclure son ami et collaborateur Nadar de ses reproches[10],[11].
- Désiré van Monckhoven, Traité général de photographie comprenant les procédés sur plaque, sur papier, sur verre à l'albumine et au collodion, le tirage des positifs et des épreuves stéréoscopiques, la gravure héliographique etc. Suivi des applications de cet art aux sciences et de recherches l'action chimique de la lumière, Paris, A. Gaudin frères, 400 p. (Lire en ligne).

## Naissances

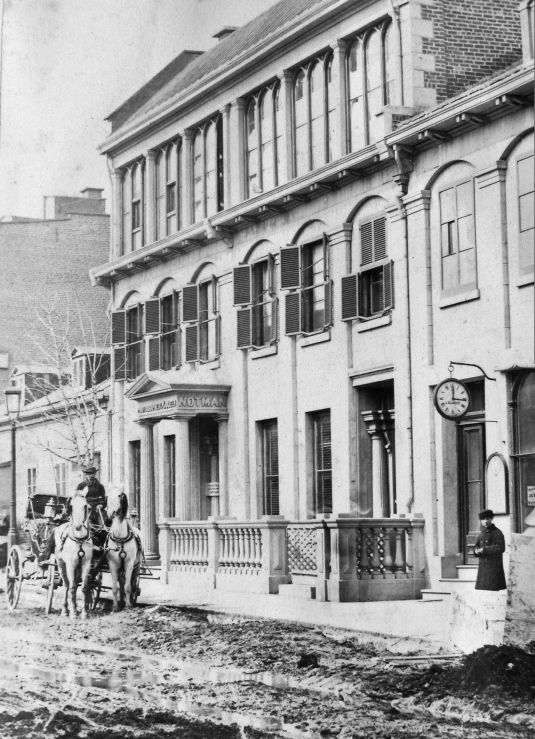
William Notman, Photographie de son studio de photographie à Montréal en 1866.

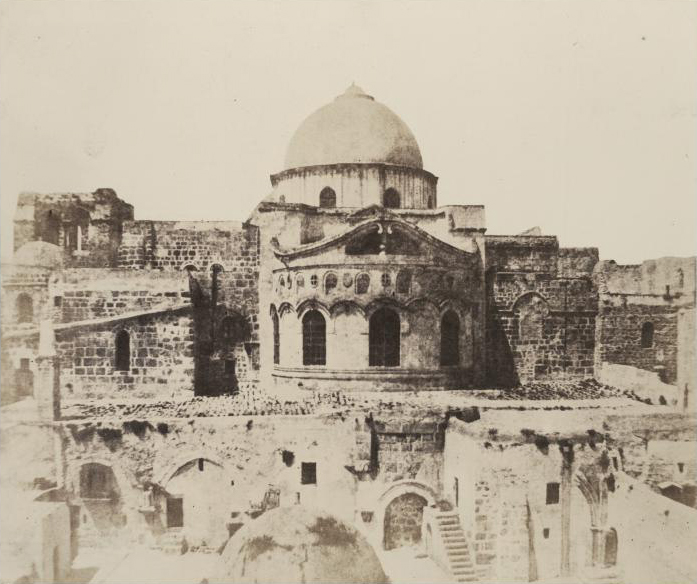
Auguste Salzmann, le Saint-Sépulcre, photographie publiée dans son ouvrage Jérusalem.

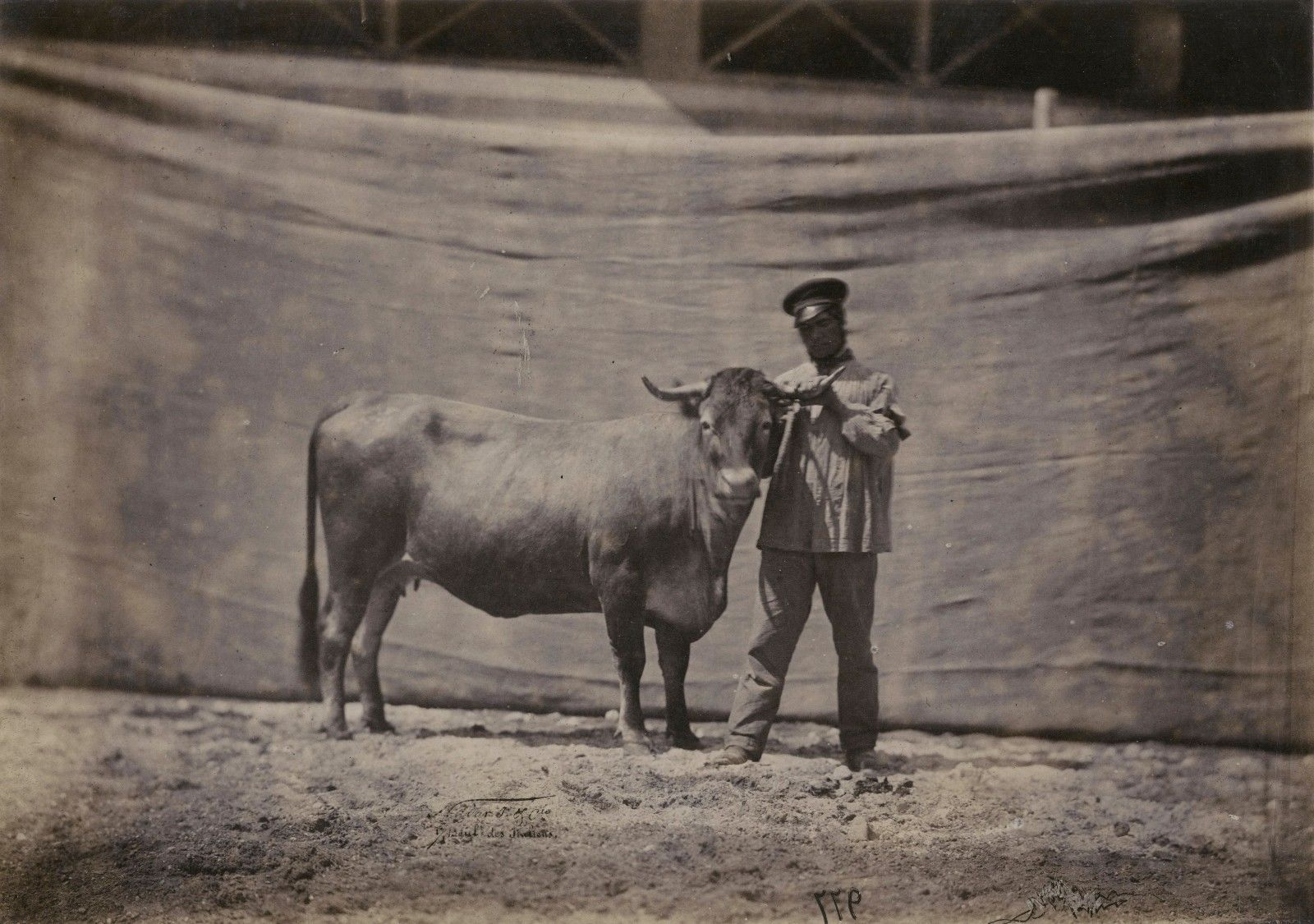
Adrien Tournachon, Concours agricole universel, 1856.

- 8 février : Paul Nadar, photographe français, mort le 1er septembre 1939.
- 17 février : Frederic Eugene Ives, inventeur et photographe américain, mort le 27 mai 1937.
- 18 février : François De Rechter, ingénieur des chemins de fer et photographe amateur belge, mort le 13 avril 1932.
- 19 février : Josep Maria Cañellas, photographe catalan actif à Paris, mort le 12 juin 1902.
- 3 mars : Amélie Galup, photographe amateure française, morte le 12 janvier 1943.
- 15 avril : 
  - Alfred Bertrand, géographe et photographe suisse, mort le 30 janvier 1924.
  - Adam Clark Vroman, photographe américain, mort le 24 juillet 1916.
- 1er mai, Jean Gilletta, photographe français, créateur d'une maison d'édition de cartes postales, mort le 4 février 1933.
- 11 mai : William Kinnimond Burton, ingénieur et photographe britannique, actif au Japon, mort le 5 août 1899.
- 13 mai : Peter Henry Emerson, photographe et écrivain britannique, mort le 12 mai 1936.
- 16 juin : Mario Nunes Vais, photographe italien, mort le 27 janvier 1932.
- 30 juin : 
  - Ernest Clair-Guyot, peintre, lithographe, photojournaliste français, actif à la revue L'Illustration, mort le 5 février 1938.
  - Daniel Nyblin, photographe finlandais d'origine norvégienne, mort le 19 juillet 1923.
- 12 août : Maurice Guibert, photographe amateur français, mort le 25 juin 1925.
- 7 septembre: Julie Laurberg, photographe danoise, morte le 16 février 1931.
- 9 septembre : René Le Bègue, photographe français, mort le 15 mai 1914.
- 16 septembre: Wilhelm von Gloeden, photographe allemand, mort le 16 février 1931.
- 3 octobre : Jimmy Hare, photo-journaliste et photographe de guerre anglais actif au Royaume-Uni puis aux États-Unis, mort le 24 juin 1946.
- 12 octobre : Boleslas Matuszewski, photographe polonais, mort vers 1943.
- 28 octobre : Mary Steen, photographe danoise, morte le 7 avril 1939.
- Date précise non renseignée ou inconnue : 
  - Pau Audouard, photographe espagnol, mort en 1918.
  - Tamamura Kōzaburō, photographe japonais, mort vers 1923.

## Décès
- 10 juillet : John Locke (en), naturaliste et photographe américain, né le 19 février 1792.
- 29 novembre : John Beasley Greene, égyptologue et photographe américain, né le 20 juin 1832.